# Alto do Poio
Der Alto do Poio ist ein Pass auf 1337 Metern Höhe am Jakobsweg nahe Padornelo in der Provinz Lugo der Autonomen Gemeinschaft Galicien in Spanien.
Wegen der strategischen Relevanz des Ortes unterhielt der Johanniterorden hier eine Komturei und die Kirche Santa Maria. Heute befindet sich am Alto do Poio eine der Jungfrau Maria geweihte Kapelle sowie vor allem von Pilgern genutzte Gastronomie mit Beherbergungsbetrieb.